# Wladimir Walentinowitsch Krylow
Wladimir Walentinowitsch Krylow (russisch Владимир Валентинович Крылов, engl. Transkription Vladimir Krylov; * 26. Februar 1964 in Sengilei, Oblast Uljanowsk) ist ein ehemaliger russischer Sprinter und Olympiasieger, der für die Sowjetunion antrat. 
Krylow war Sowjetischer Meister über 100 Meter 1990, über 200 Meter 1988 und über 400 Meter 1984 und 1985.
1985 wurde er Zweiter über 400 Meter beim Europacup und Fünfter beim Weltcup. Bei den Europameisterschaften 1986 in Stuttgart gewann er in 20,52 s über 200 Meter vor dem Bundesdeutschen Jürgen Evers (20,75 s). In der 4-mal-400-Meter-Staffel gewann Krylow mit der sowjetischen Mannschaft Bronze hinter den Stafetten aus dem Vereinigten Königreich und aus der Bundesrepublik.
Mit einer Silbermedaille nach 20,53 s über 200 Meter bei den Halleneuropameisterschaften 1987 in Liévin hinter dem Franzosen Bruno Marie-Rose und vor dem Briten John Regis setzte Krylow seine Laufbahn fort. Im Sommer bei den Weltmeisterschaften in Rom entwickelte sich ein sehr spannendes Finale über 200 Meter. In 20,23 s wurde Krylow Fünfter mit sieben Hundertstelsekunden Rückstand auf den US-amerikanischen Weltmeister Calvin Smith. In der 4-mal-100-Meter-Staffel gewann in Rom das sowjetische Quartett in 38,02 s Silber hinter der Mannschaft aus den Vereinigten Staaten. In der Besetzung Alexander Jewgenjew, Wiktor Bryshin, Wladimir Murawjow und Krylow als Schlussläufer lag die sowjetische Stafette lange in Führung, aber letztlich konnte Carl Lewis als Schlussläufer doch an Krylow vorbeiziehen. 
Bei den Olympischen Spielen 1988 in Seoul startete Krylow über 100 Meter, trat aber zum Halbfinale nicht mehr an. In der Sprintstaffel verlor die US-Staffel bereits im Vorlauf den Stab, womit der Ausgang des Finales wieder offen war. In 38,19 s gewann die Stafette der Sowjetunion vor Großbritannien und Frankreich. Hinter Bryshin, Krylow und Murawjow lief Witali Sawin als Schlussläufer. 
Die letzten großen Meisterschaften für Krylow waren die Europameisterschaften 1990 in Split. Über 100 Meter wurde er in 10,30 s Siebter. Die Sprintstaffel belegte hinter Frankreich, Großbritannien und Italien den vierten Platz in 38,46 s. 
Wladimir Krylow ist 1,84 m und wog in seiner aktiven Zeit 71 kg.

## Bestzeiten
- 60 m (Halle): 6,59 s, 19. Februar 1988, Inglewood
- 100 m: 10,13 s, 31. Mai 1988, Sotschi
- 200 m: 20,23 s, 3. September 1987, Rom
  - Halle: 20,53 s, 22. Februar 1987, Liévin
- 400 m: 45,20 s, 18. September 1986, Taschkent
  - Halle: 46,18 s, 12. Februar 1986, Turin